# Guerre de la Ligue des Indes
La guerre de la Ligue des Indes est un conflit militaire qui s'est déroulé entre 1570 et 1575 opposant la coalition asiatique du sultanat de Bijapur, du sultanat d’Ahmadnagar, du royaume de Calicut et du sultanat d’Aceh à l'Empire portugais.

## Contexte
Au début de l’année 1564, le sultan musulman sunnite d’Ahmadnagar envoie des ambassadeurs dans l’Empire ottoman avec de riches cadeaux et un lourd tribut, dans l’espoir d’obtenir le soutien naval ottoman contre une forte présence portugaise en mer,.

### Sultanats du Deccan
En 1565, les sultanats du Deccan, unissent leurs forces et portent un coup décisif au royaume de Vijayanagara lors de la bataille de Talikota. Les dirigeants de Vijayanagara sont de puissants partenaires des Portugais, mais avec le royaume maintenant plongé dans le chaos et pillé, le sultan de Bijapur Ali Adil Shah cherche une fois de plus à reconquérir la ville de Goa et à expulser entièrement les Portugais de la côte ouest de l’Inde. En novembre 1569, le vice-roi de l'Inde Luís de Ataíde supervise la prise de Honnavar, à la tête d’une armada de 110 navires. La ville est un important centre de refuge pour les pirates.

### Sultanat d'Aceh

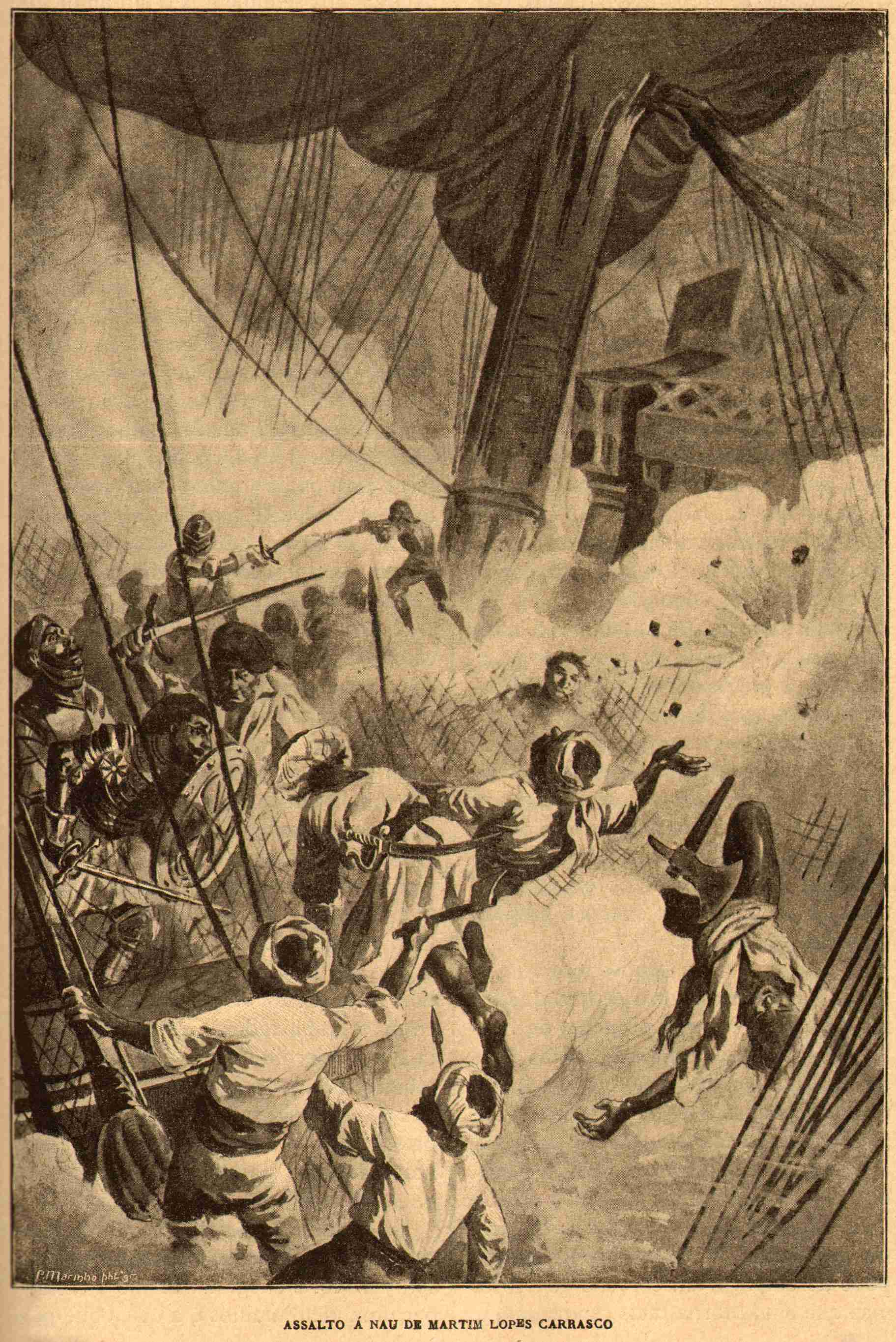
Assaut sur la caraque de Mem Lopes Carrasco, par Roque Gameiro.

Depuis la prise de Malacca en 1511, le Sultanat d'Aceh et le Portugal sont constamment en conflit. En 1568, le Sultanat d'Aceh et le royaume de Jepara assiègent Malacca mais l'alliance du royaume de Portugal et du royaume de Johor bat les assaillants. Au mois de mai 1569, la flotte de Mem Lopes Carrasco quitte Goa et arrive aux côtes de Sumatra. La flotte d'Aceh riposte mais elle est à nouveau vaincue.

### Sultanats de Ternate et de Tidore
En février 1570, le capitaine portugais Diogo Lopes de Mesquita ordonne l’assassinat du sultan de Ternate Hairun en février 1570. Cet acte déclenche immédiatement un violent soulèvement contre les habitants d'origine européenne sous son fils Babullah qui est proclamé sultan sur l’île de Hiri, au nord de Ternate, et mène une guerre sainte contre les Portugais. Le sultan de Tidore, Gapi Baguna, bien qu'il soit son rival, s'allie à Babullah.

## Déroulement

### Moluques
La forteresse de São João Baptista est encerclée par l'armée de Ternate. Une flotte de secours portugaise s’approche de Ternate plus tard la même année. Une bataille navale s’ensuit où le sultan Gapi Baguna est blessé à la jambe, tandis que les Portugais parviennent à percer et à atteindre le fort. Les flottes de Babullah mènent des raids dévastateurs sur les villages christianisés de la population Moro à Halmahera. Ses capitaines combattent les Portugais à Ambon, avec un succès mitigé. L'armée de Ternate soumet Hoamoal, Ambelau, Manipa, Kelang et Boano. Les troupes portugaises sous le commandement du capitaine Sancho de Vasconcellos peuvent garder leur forteresse avec beaucoup de difficulté et perdent une grande partie de leur emprise sur le commerce des clous de girofle.
Les Portugais et leurs familles subissent un dur blocus sur São João Baptista. Babullah donne finalement un ultimatum pour quitter Ternate dans les 24 heures. Le capitaine Nuno Pereira de Lacerda, accepte les conditions, car les perspectives de résistance supplémentaire sont totalement désespérées. Le 15 juillet 1575, certains Portugais quittent Ternate et d’autres sont autorisés à rester comme marchands. Un petit groupe de Portugais est resté à Ternate, en tant qu’otages. Une armada de secours portugaise, arrivée trop tard pour changer le cours des choses, prend la plupart des Portugais à bord et navigue jusqu’à Ambon où elle renforce la garnison locale.

### Inde

#### Préparations

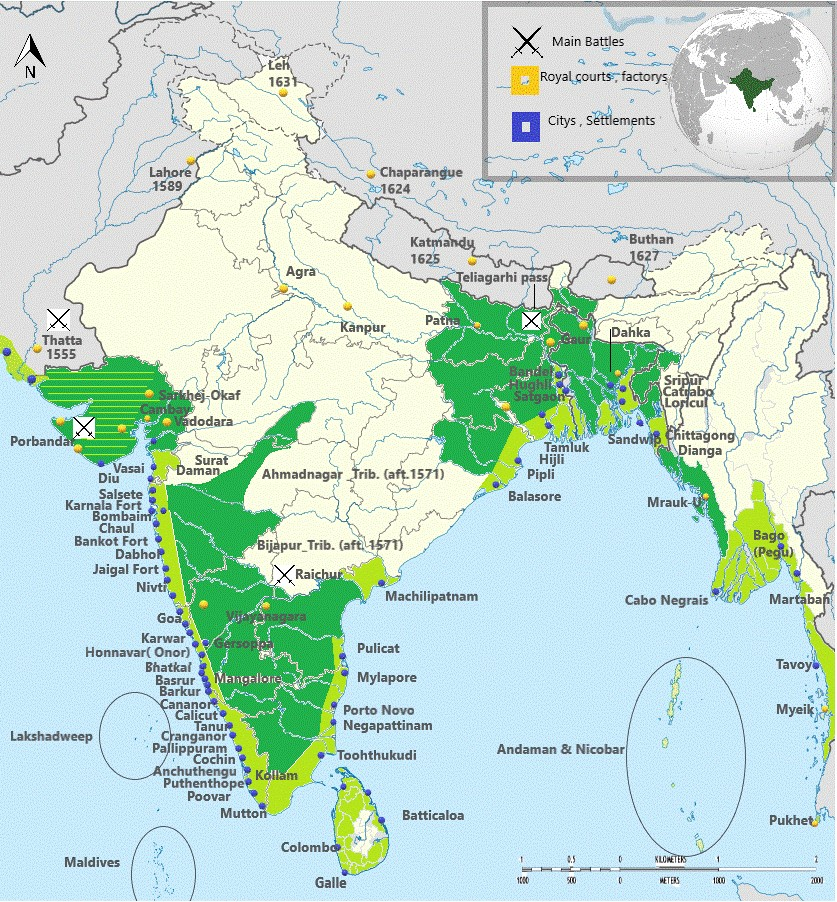
Carte de la colonisation portugaise des Indes.

Une flotte de trois galères et dix-sept demi-galères transportant 500 hommes, commandée par Diogo de Meneses, est envoyée pour patrouiller le long de la côte de Malabar afin de maintenir les routes commerciales vitales avec le sud de l’Inde, où se trouve la ville portugaise de Cochin, ouvertes et exemptes de raids de pirates. Luís de Ataíde convoque ensuite un conseil avec certaines des personnalités les plus importantes de Goa, notamment des nobles, des membres du clergé et des membres du conseil municipal de Goa. Le conseil lui conseille d’abandonner Chaul et de concentrer ses forces autour de Goa. Cependant, en octobre, il décide d’envoyer une autre flotte de quatre galères avec 600 hommes commandés par Francisco de Mascarenhas pour défendre cette ville,. Le capitaine de la ville, Luís Freire de Andrade, ordonne l’évacuation des femmes, des enfants et des personnes âgées vers Goa et la construction de barricades dans les rues principales, équipées d’artillerie.

#### Siège de Chaul
Le 15 décembre 1570, l'avant-garde d'Ahmadnagar sous le commandement du général éthiopien Pharation arrive devant Chaul mais sont repoussés. Le sultan Murtaza Nizam les rejoint le 21 décembre. Les Portugais déterminent que l'armée du sultan comprend 120 000 hommes, dont des mercenaires turcs, persans et afghans, 38 000 cavaliers et 370 éléphants de guerre, soutenus par 38 bombardements lourds.
« Le peuple qui se tenait debout était au nombre de plus de cent vingt mille, mais en cela ils ne fondent pas le pouvoir, ni ne font attention aux effets de la guerre, mais de la chevalerie et de l’artillerie : et parce que le péonage l’apporte plus pour les chocs et le service de l’armée et au lieu des dépensiers, que pour une autre confiance qu’ils ont en lui. Quant à ce champ sont venus douze mille toupies Conquanis très bons gens de guerre, que les Tenadares ont pris de la terre de Concan, dans la couche de la terre de la Porte à la mer, qui sont des pompiers, des frecheiros et quelques fusiliers et quatre mille officiers de campagne, forgerons, maçons et charpentiers. »
Les Portugais, quant à eux, comptaient 900 soldats bien équipés. La cavalerie et les éléphants sont inutiles dans un siège à cause des marécages et des tranchées, l’infanterie doit supporter le poids de l’attaque. Le 10 janvier, l'artillerie de commencent à bombarder les fortifications extérieures de Chaul, les réduisant en ruines après quelques jours. Une petite flotte de 5 galions et 25 petits navires avec 2 000 hommes de Calicut pour soutenir les forces de Murtaza Nizam. L’armée d’Ahmadnagar creuse des tranchées vers les lignes portugaises pour se protéger de leurs tirs, au milieu de fréquents raids portugais. Les Portugais font des contre-mines pour les neutraliser. Le capitaine portugais Agostinho Nunes, pour résister aux bombardements ennemis, ordonne à ses soldats de creuser une tranchée spéciale avec un parapet de tir, protégée par de la terre inclinée, une « tranchée de feu ». Vers la fin du mois de février, Murtaza Nizam ordonne un assaut général sur la ville, peu après que les Portugais ont reçu d’importants renforts par mer de Goa et de Vasai, qui est repoussé avec de lourdes pertes.
Les Portugais sont peu à peu contraints de céder du terrain à la grande masse des ennemis. Se retirant de plusieurs lignes défensives, en mai, ils sont acculés dans leur dernière ligne de défense. Lorsque le 29 juin, le Murtaza Nizam ordonne une attaque générale sur la ville, les Portugais les repoussent et envoient leur armée dans le camp en dissolution complète. Après cet échec, le 24 juillet, Murtaza Nizam Shah demande la paix et se retire de Chaul avec son armée.

#### Siège de Goa
En décembre 1570, l'armée de Bijapur commandée par Nourri Khan part pour Goa. L’avant-garde de Nouri Khan arrive le 28 décembre 1570, suivie par la force principale d’Ali Adil Shah huit jours plus tard. Les forces d’Ali Adil Shah de 100 000 hommes commencent un bombardement d’artillerie incessant sur les fortifications portugaises. Luís de Ataíde ordonne que des torches et des feux de joie soient allumés dans des positions isolées pendant la nuit, afin de donner l’impression d’être prêt et d’encourager l’ennemi à gaspiller des munitions en tirant sur eux. En février 1571, l’attaque cesse, car l’armée de Bijapur ne peut pas surmonter les défenses portugaises. Les forces navales portugaises, quant à elles, ravagent les côtes et les rives de Bijapur, interceptant les navires marchands chargés de provisions et capturant de grandes quantités de bétail qui sont ramenées à Goa. En raison de sa grande population, la nourriture devait être rationnée pour nourrir les troupes, mais la ville ne souffre pas de la famine car les Portugais maintiennent les routes d’approvisionnement navales ouvertes.
Luís de Ataíde conspire avec le général Nouri Khan, qui s’était ouvertement opposé au conflit dès le début, pour se rebeller ou même assassiner Ali Adil Shah, ce qui amène le sultan à soupçonner largement son propre commandement. Le 15 août, alors que son armée est profondément démoralisée, affligée par la mousson et souffrait de pénuries de vivres, Adil Shah ordonne un retrait progressif de ses forces, ayant perdu plus de 8 000 hommes, 4 000 chevaux, 300 éléphants et plus de 6 000 bœufs dans la campagne. Il abandonne 150 pièces d’artillerie sur la rivière. Le 13 décembre, le Shah demande officiellement la paix avec les Portugais.

#### Siège de Chale
Le 14 juillet 1571, le Zamorin de Calicut assiège la forteresse portugaise près de la ville côtière de Chale, espérant que le mauvais temps empêcherait les Portugais de venir à son secours avec des renforts. Bien qu’officiellement en paix, en juillet, le royaume de Calicut commence l’attaque, bombardant la forteresse avec 40 canons. Malgré le mauvais temps, les Portugais réussissent à envoyer des renforts et quelques approvisionnements à la forteresse dès que la nouvelle de l’attaque atteint Goa. Les soldats de Calicut placent une batterie d’artillerie à l’embouchure du fleuve, ce qui bloque efficacement le passage des navires portugais de faible tirant d’eau. Le capitaine de la forteresse, Jorge de Castro, âgé de 80 ans, influencé par le roi de Tanur, un allié local des Portugais, décide de rendre la forteresse le 4 novembre 1571, dans ce qui devient la première capitulation formelle du territoire par les Portugais depuis leur arrivée en Inde. L'armée de Calicut démolit immédiatement le fort et renvoie Jorge à Goa. À Goa, Jorge est arrêté et traduit devant un tribunal militaire. Le tribunal conclut que Jorge a les moyens de résister à un siège prolongé et est exécuté,. Avec le retrait des forces d'Ali Adil Khan de Goa, les Portugais passent alors à l’offensive contre leurs ennemis, bloquant Calicut et dévastant le royaume, jusqu’à ce qu’il soit également forcé de demander la paix. Antonio Fernandes, tué au combat, reçoit des funérailles nationales à Goa. Les marins portugais incendient la ville de Chale en 1572 pour se venger.

#### Autres batailles
En avril 1571, la reine d'Ullal, envoie le mercenaire Catiproca Marcá pour capturer Mangalore protégée par 15 soldats portugais. Après avoir échoué une attaque nocturne, Catiproca part mais croise la flotte de Diogo de Meneses qui détruit entièrement celle du mercenaire. En juillet, le fort récemment construit de la ville de Honnavar est attaqué par l'armée de la reine de Garsopa avec 5 000 hommes et 400 cavaliers et d'Ali Adil Shah avec 2 000 hommes,. Luís de Ataíde envoie 200 hommes pour renforcer le fort par mer à bord d’une galère et de huit fustes. La flotte mène une attaque victorieuse et repousse les troupes indiennes.

### Aceh

#### Début du conflit
Luís de Ataíde, envoie une flotte de cinq galions, une galère et sept demi-galères transportant 800 hommes, commandée par Luís de Melo da Silva, à Malacca le 24 août 1570 dans le but de renforcer la ville contre une éventuelle attaque du sultanat d’Aceh. En novembre, Luís de Melo bat une flotte de 100 navires à l’embouchure de la rivière Formoso au sud de Malacca tuant le prince héritier d’Aceh. Il part pour Goa en janvier. La même année, 25 galères et 3 galions ottomans quittent Suez, mais sont freinés par des révoltes à Djeddah et au Yémen combinées aux besoins de navires contre les Vénitiens à la quatrième guerre vénéto-ottomane. L'Empire ottoman ne put ainsi pas participer au conflit.

#### Premier siège de Malacca

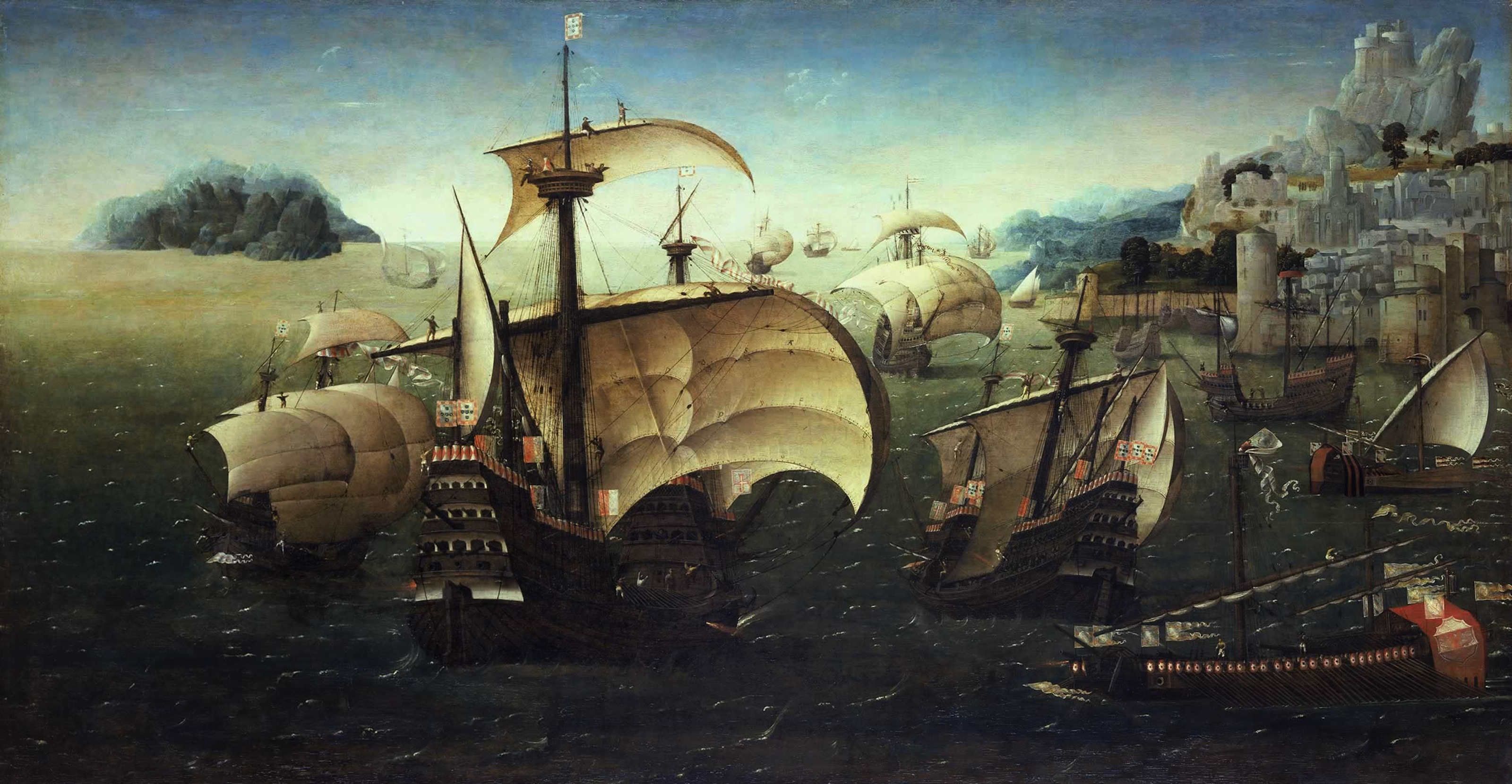
Caraques portugaises au large d’une côte rocheuse, vers 1540.

En octobre 1573, Malacca est mal défendue, car la plupart des soldats sont absents pour des missions commerciales, et le sultan d’Aceh rassemble 7 000 hommes et une flotte de 25 galères, 34 galions et 30 navires et demande l’aide de la reine de Jepara Ratu Kalinyamat pour l’assiéger,. Le 13 octobre, sans attendre leur allié, les forces d’Aceh débarquent au sud de Malacca et infligent de lourdes pertes aux Portugais qui tentent une sortie. Dès lors, ils commencent à attaquer la forteresse avec des obus incendiaires, provoquant plusieurs incendies, mais une tempête soudaine éteint les incendies, disperse la flotte et l’assaut est annulé. Le commandant d’Aceh décide alors d’établir une base navale sur la rivière Muar et de forcer la ville à se rendre au moyen d’un blocus naval, capturant tous les navires commerciaux transportant des fournitures à Malacca. Une tentative d’arraisonnement d’un galion et de deux navires ancrés sur l’île de Naus rencontre une forte résistance et subit de lourdes pertes dues aux tirs portugais.
Le 2 novembre, un navire commandé par Tristão Vaz da Veiga, ancien gouverneur de Macao qui a supervisé l'établissement de Nagasaki en 1571, arrive avec le nouveau capitaine de Malacca, Francisco Rodrigues, avec d’importants renforts. Le capitaine convoque immédiatement un conseil pour évaluer la situation. La flotte d’Aceh cause de graves pénuries à Malacca, et il est décidé qu’il était urgent d’organiser une force pour la repousser le plus rapidement possible. Ainsi, un navire, un galion et huit galions sont approvisionnés et, le 16 novembre, ils partent pour l’embouchure de la rivière Formoso, où la flotte ennemie s’est déplacée. Avec le fleuve en vue, la flotte d’Aceh prend la mer pour affronter les Portugais. Bien qu’en infériorité numérique, les navires à rames portugais se placent devant le navire et le galion pour monter à bord des galères d’Aceh à l’avant-garde. Les équipages des navires à rames tirent une salve d’éclats d’obus et lancèrent des grenades à poudre, tandis que le navire et le galion tirent leur artillerie de gros calibre, coulant de nombreux navires à rames d'Aceh. Malgré la présence d’artilleurs et de canons turcs, l’artillerie d’Aceh ne s’est pas avérée très efficace. Lorsque le vaisseau amiral d’Aceh, une très grande galère avec plus de 200 chasseurs, est arraisonné et que son drapeau est démonté par les Portugais, la flotte d’Aceh s’est dispersée, ayant perdu quatre galères et cinq galions, plusieurs autres ayant coulé ou s’étant échouées en raison du mauvais temps. Les Portugais subissent dix morts.

#### Deuxième siège de Malacca

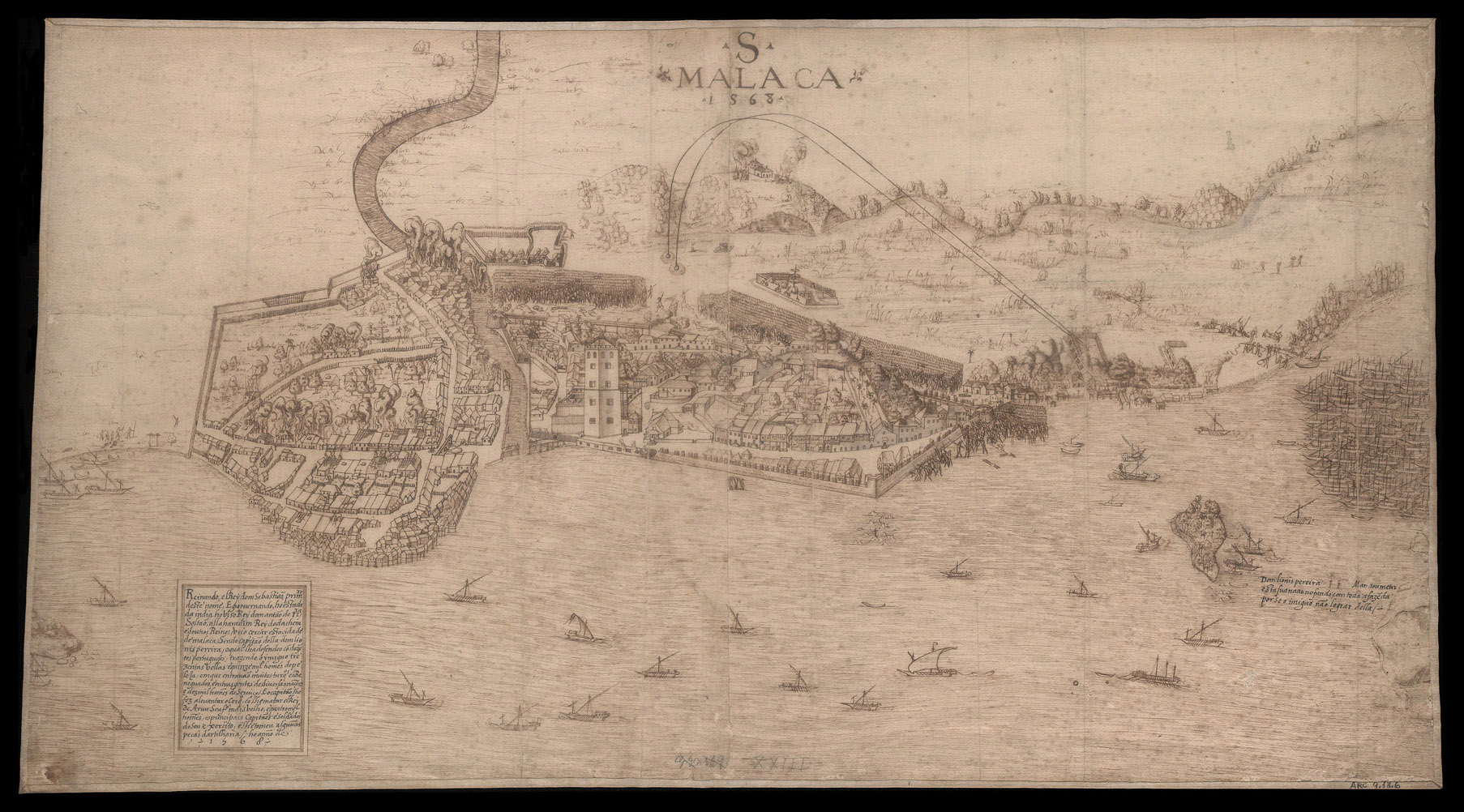
Dessin représentant la ville de Malacca, 1568.

Malgré la défaite d’Aceh, la reine de Jepara envoie une armada pour attaquer Malacca, composée de plus de 70 à 80 jonques et de plus de 200 navires transportant 15 000 hommes sous le commandement de Kyai Demang,. Malacca est défendue par environ 300 Portugais. Le 5 octobre 1574, l’armada jette l’ancre dans la rivière voisine de Malaios et commence à débarquer des troupes, mais les assiégeants subissent des raids portugais qui causent de grands dommages à l’armée lors de l’assemblage de palissades autour de la ville.
En tant que capitaine de Malacca, Tristão Vaz da Veiga décide d’armer une petite flotte d’une galère et de quatre demi-galères et d’environ 100 soldats et de se diriger vers la rivière de Malaios, au milieu de la nuit. Une fois là-bas, la flotte portugaise entre dans la rivière sans être détectée par les équipages javanais, et recourant à des bombes incendiaires lancées à la main, met le feu à une trentaine de jonques et d’autres embarcations, prenant la flotte ennemie entièrement par surprise, et capturant de vastes approvisionnements au milieu des Javanais paniqués. Kyai Demang décide par la suite de fortifier l’embouchure de la rivière, construisant des palissades sur la rivière, armé de quelques petits canons, mais elle est également détruite deux fois par les Portugais. Par la suite, Tristão Vaz da Veiga ordonne à Fernão Peres de Andrade de bloquer l’embouchure de la rivière avec une petite caraque et quelques rames, piégeant l’armée ennemie à l’intérieur et forçant le commandant javanais à s’entendre avec les Portugais. Ne parvenant pas à un accord, Tristão Vaz ordonne finalement en décembre à ses forces de se retirer de l’embouchure du fleuve. Les Javanais s’embarquent précipitamment dans les quelques navires qu’ils avaient laissés, les surchargeant et sortirent du fleuve, pour être ensuite la proie de navires portugais, qui les pourchassent avec leur artillerie.

### Troisième siège de Malacca
Les attaques précédentes ont décimé la garnison portugaise, détruit les récoltes et épuisé la nourriture et la poudre à canon de la ville. Ainsi, le 31 janvier 1575, une nouvelle flotte composée de 113 navires, dont 40 galères, assiège à nouveau Malacca. Le capitaine de Malacca, Tristan Vaz da Veiga, reçoit des informations sur la menace imminente, il a donc envoyé à temps les marchands loin de Malacca dans ses navires, des navires marchands pour aller chercher des approvisionnements au Bengale et au Pégou, et des messages urgents au vice-roi à Goa demandant des renforts, sachant très bien qu’ils n’arriveraient pas avant au moins mai. Pour maintenir les lignes d’approvisionnement navales de la ville ouvertes, il place 120 soldats portugais dans une galère, une caravelle et un navire, mais ceux-ci furent capturés par la grande flotte d’Aceh. À l’intérieur de Malacca, il n’y a que 150 soldats portugais plus le corps des auxiliaires indigènes. Tristan Vaz a compris que les laisser à l’intérieur de la forteresse peut faire comprendre à l’ennemi combien ils sont peu nombreux. Pour cette raison, il ordonne à ses derniers hommes de faire de petites sorties pour tromper les Acehnais. Le troisième siège de Malacca est bref. Dix-sept jours après le débarquement, les Acehnais lèvent le siège et partent pour Sumatra. Les Portugais affirment que le commandant d’Aceh avait hésité à ordonner une attaque générale, bien qu’il soit possible qu’ils se soient retirés en raison de problèmes internes. En juin, Dom Miguel de Castro arrive de Goa pour remplacer Tristan Vaz en tant que capitaine de Malacca, avec une flotte d’un galion, trois galères, et 500 soldats en renfort.

## Conséquences

### Pour les sultanats du Deccan
Malgré sa défaite, le sultanat de Bijapur continue son expansion contre son ennemi voisin, Vijayanagara. Entre 1575 et 1576, le sultanat de Bijapur conquiert de nombreuses terres de Vijayanagara dont Adoni et la région carnatique,. Cependant, l'empereur Sriranga Deva Raya repousse Ali Adil Shah à Penukonda. En 1579, le sultan de Golconde attaque et pille le temple de Narasimha à Ahobilam. En 1588, l'empereur Venkatapati déclenche une guerre avec les sultanats de Golconde et de Bijapur et capture certains des territoires perdus auparavant par son prédécesseur.

### Pour le sultanat d'Aceh
La guerre est terrible pour le sultanat d'Aceh. Il a perdu de nombreux navires et soldats dont l'héritier du trône, ce qui causera des luttes de succession en 1579. Aceh ne laisse pas tombé ses ambitions vers Malacca pour autant. Le 1er janvier 1577, la flotte portugaise dirigée par Mathias d'Albuquerque est interceptée près de Johor par la flotte d’Aceh en mission pour protéger une jonque chinoise. La flotte d’Aceh se compose de 150 navires et de 10 000 hommes et est dirigée par le sultan Ali Ri’ayat Syah I. Les Acehnais sont battus et 1 600 sont capturés, tandis que les Portugais n’ont subi que 13 morts,. En 1582, le sultan envoie une flotte contre Johor dans la péninsule malaise. Sur son chemin, il attaque sans succès la Malacca portugaise et se retire pour Johor. L’arrangement entre Portugal et Johor prend fin lorsque Johor attaque les Portugais en 1587. Aceh continue ses attaques contre les Portugais. Au début du XVIIe siècle, les Acehnais du sultan Alauddin Ri’ayat Syah Sayyid al-Mukammal tentent d'ouvrir ses relations avec les Anglais, les Français et les Néerlandais mais ils entrent dans une période de rivalité avec les Néerlandais. Ils participent dans plusieurs batailles contre Cornelis de Houtman et Van Caerden,.

### Pour le sultanat de Ternate

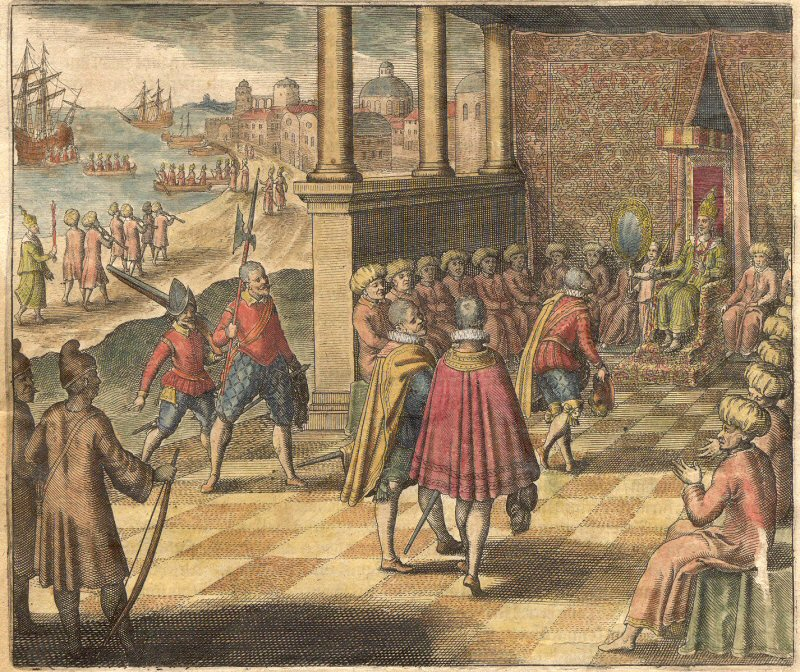
L'explorateur anglais Francis Drake et le sultan ternatéen Babullah.

Le triomphe de Babullah suscite l’inquiétude d’autres acteurs politiques de la région. Le sultan de Tidore, Gapi Baguna, craint pour l’hégémonie de son voisin victorieux et contacte les Portugais à Ambon en 1576 où les Portugais construisent un fort en mars. Bien que Babullah ait découvert ses manigances et l’ait fait prisonnier pendant un certain temps, il n’a pas pu empêcher l’alliance portugaise-tidorèse de prendre forme. Une invasion ternatéenne de Tidore est menée, et bien que les troupes de Babullah aient eu un certain succès et aient presque réussi à tuer Sancho de Vasconcellos, les Portugais peuvent construire un fort sur le côté est de Tidore au début de 1578. La nouvelle forteresse portugaise, le Fort Reis Magos, est située au nord de Soasiu. Bien que relativement modeste, elle est suffisante pour dissuader les objectifs ternatéens. Un autre problème pour Babullah est le sultanat de Bacan, dont le souverain, Dom João, est un chrétien baptisé. Bien qu’il ait forcé Dom João à renoncer à ses penchants portugais vers 1575 et empoisonné le souverain deux ans plus tard, Babullah a toujours dû compter sur l’hostilité clandestine des Bacanais. Babullah tente de nouer une alliance avec les Anglais en 1579 mais elle est refusée par Francis Drake. Il fait également des incursions diplomatiques vers les États musulmans d’Aceh, de Johor, de Brunei et de Java occidental, bien qu’aucune entreprise concrète n’en ait découlé.